# Marianna (Florida)
Marianna è una città degli Stati Uniti d'America situata in Florida, nella Contea di Jackson, della quale è anche il capoluogo.